# فيوكو فوجيو
فوجيكو فوجيو (باليابانية: 雄 不二 雄)، هو اسم مُشترك لثنائي من كُتّاب المانغا والذي تشّكل من خلال فنانان مانغا يابانيان. أسماءهم الحقيقية هي هيروشي فوجيموتو (弘 本 弘 ) (1 ديسمبر 1933–23 سبتمبر 1996) و موتو أبيكو (雄 孫子 素) (10 مارس 1934–7 أبريل 2022). شكلوا شراكتهم في عام 1951، واستخدموا اسم فوجيكو فوجيو من عام 1954 حتى حُلَّت الشراكة في عام 1987.
منذ البداية، تبنوا أسلوبًا تعاونيًا حيث عمل كلاهما في وقت واحد على القصة والأعمال الفنية، لكنهما أيضاً تفردوا بكتاباتهم، وبدأوا في إطلاق أعمال فردية بأسماء مختلفة، أبيكو تفرّد باسم فوجيكو أ. فوجيو (藤子不二雄Ⓐ)، وفوجيموتو تفرّد باسم فوجيكو ف. فوجيو (藤子 ・ F ・ 不二 雄). طوال حياتهم المهنية، فازوا بالعديد من الجوائز الفردية والتعاونية، ويشتهرون بإنشاء سلسلة دورايمون المشهورة والسلسلة طويلة الأمد، حيثُ تُعتبر شخصيتها الرئيسية كرمز ثقافي لليابان الحديثة. بأكثر من أثر على معظم مشاريعهم هي أعمال الفنان المانغا الشهير أوسامو تيزوكا والعديد من الرسوم المتحركة الأمريكية والكتب المصورة - بما في ذلك أعمال هانا-باربيرا.

## السيرة الشخصية
كان كل من هيروشي فوجيموتو وموتو أبيكو من ولاية توياما. وُلد فوجيموتو في 1 ديسمبر 1933 وأبيكو في 10 مارس 1934. انتقل أبيكو إلى مدرسة فوجيموتو الابتدائية في مدينة تاكاوكا وحدث أن رأى فوجيموتو يرسم في دفتر الملاحظات. أصبح الاثنان صديقين مدى الحياة، وخلال السنوات الأولى من صداقتهما أبقت الرسوم التوضيحية مخفية عن الأصدقاء وزملاء الدراسة بدافع الإحراج.
في المدرسة الإعدادية، تأثروا كثيرًا بأوسامو تيزوكا وسلسلة المانغا التابعة له شين تاكاراجيما. قام فوجيموتو ببناء مخيال محلي الصنع وكتبوا معًا عمل سُمى «تينكوما»، وكان هذا أول عمل تعاوني لهم. بدأوا في تقديم العمل إلى عدة مستويات، وفتحوا حساب توفير مشترك من خلال منظمة يابان بوست "Japan Post"، حيث ساهموا في كل الأموال التي استخدموها لشراء اللوازم الفنية. وقسموا جميع الإيرادات والمصروفات بالتساوي بين بعضهم البعض، وهي ممارسة استمرت طوال فترة شراكتهم.
في المدرسة الثانوية، ظهروا لأول مرة في النشر، حيث تم اعتماد العمل «تينشي نو تاما-تشان» للظهور من قِبل «مانيتشي شوغاكويسي شيمبون» في عام 1951. في نفس العام قاموا بزيارة إلى مقر تيوة كا في تاكارازوكا في هيوغو، وعرضوا عليه رسومًا توضيحية عن أعمالهم بعنوان بين هور "Ben Hur" . امتدح تيزوكا عمل الاثنين، بعد عدة سنوات علق بأنه يعلم حينها أنهما سيكونان شخصيتين رئيسيتين في صناعة المانغا. احتفل أبيكو وفوجيموتو بالاجتماع مع تيزوكا، واحتفظا برسوم بن هور طوال حياتهم. في هذا الوقت، قرروا جعل شراكتهم دائمة، واعتمدوا في البداية اسم تيزوكا فوجيو احتراماً له، وقاموا لاحقًا بتغيير ذلك إلى أزيزوكا فوجيو عندما رأوا أن اعتماد اسم تيزوكا مقارب جدًا من اسم المعبود.
نظرًا لأن كلاً منهما كانا قد وصلا إلى سن العمل، فقد قرروا تولي وظائف بعد التخرج من المدرسة الثانوية في عام 1952. وجد فوجيموتو وظيفة في شركة للحلويات، وبدأ أبيكو العمل في شركة توياما للصحف. ومع ذلك، تعرض فوجيموتو لإصابة في مكان العمل عندما حُشر ذراعه في الآلات، واستقال في غضون أيام. ثم كرس فوجيموتو وقته لتقديم العمل إلى الكتابات، حيث ساعده أبيكو في عطلة نهاية الأسبوع. تم إنهاء مسلسلهم الأول باسم أشيزوكا فوجيو "Ashizuka Fujio" مع عدد قليل من الحلقات، يليه النجاح مع سلسلة خيال العلمي أتوبيا: حرب العالم الأخيرة (最後 の 世界 大 戦).
اتفقوا للانتقال إلى طوكيو في عام 1954 كفنانين مانغا المحترفين، رُغم عدم ارتياح أبيكو لأنه كان يعمل بشكل ثابت في شركة توياما للصحف. كان مكان إقامتهم الأول عبارة عن غرفة ثنائية الحصيرة في منزل أحد أقارب أبيكو في كوتو، طوكيو. جنبا إلى جنب مع هيرو تيرادا والعديد من الفنانين المانغا الآخرين من هذه الفترة، شكلوا مجموعة تعاونية سُميت حفلة المانغا الجديدة (新漫画党)، عند الانتقال إلى مجمع شقق توكيوا حيث كان مقر المجموعة، تمتعوا بفترة إنتاجية جعلت من فوجيموتو وأبيكو يحصلان على ما يصل إلى ستة مسلسلات شهريًا للنشر.
ثبت أن عبء العمل مفرط، وفي عام 1955 عند العودة إلى توياما للعام الياباني الجديد، غاب الثنائي عن جميع المواعيد النهائية لمسلسلاتهما. أضر فقدان مصداقية الناشرين فوجيموتو وأبيكو بأكثر من عام، حيث ركزوا خلاله على المشروعات الفردية وشراء جهاز تلفزيون في أكيهابارا وصنع أفلام مستقلة بكاميرا مقاس 8 مم. بحلول عام 1959 غادروا مجمع توكيوا السكني وانتقلوا في النهاية إلى كاواساكي في مقاطعة كاناغاوا. تزوج فوجيموتو عام 1962، عن عمر يناهز 28 عامًا.
في عام 1963 أنشأ فوجيموتو وأبيكو ستوديو زيرو مع شينتشي سوزوكي وشوتارو إيشينوموري وجيرو تسونودا وكيوتشي تسونودا. انضم في وقت لاحق فوجيو أكاتسوكا إليهم، وفي الاستوديو في ذروته كان يعمل حوالي 80 شخصًا. أنتج الاستوديو العديد من الأفلام المتحركة مثل آسترو بوي. بالنسبة إلى فوجيموتو وأبيكو، كانت هذه الفترة تُعتبرمن أكثر سنواتهما إنتاجيةً، مما أسفر عن سلسلة مثل أباكي نو كيو-تارو "Obake no Q-Taro" والتي تم تحويلها في نهاية المطاف إلى مسلسل أنمي على التلفزيون. في هذا الوقت، بدأ أبيكو في صنع المانغا للفئات السنية الكُبرى. تزوج أبيكو في عام 1966 عن عمر يناهز 32 عامًا.
تم إنشاء دورايمون في عام 1969 وازداد ت شعبيته على الفور مع الأطفال في اليابان. أصدرت شركة كورو كورو للرسوم المتحركة أول إصدار لها في عام 1977 لعرض أعمال الثنائي فيوكو فوجيو. ونشر دورايمون على تلفزيون أساهي في عام 1979، شهدت زيادة الشعبية لهذا العمل ما يصل إلى عشرة أعمال تعاونية منفردة لفوجيموتو وأبيكو خاصةً طوال الثمانينات. دورايمون هو العمل الوحيد الذي قام به الثنائي للحصول على بيان رسمي للمُشاركة في البلدان الناطقة باللغة الإنجليزية، وعلى الأخص الولايات المتحدة.
في عام 1987، أنهى الثنائي شراكتهما الطويلة للتركيز على المشروعات الفردية. ومع ذلك ما زالوا صديقين حميمين، وقد عمل كلاهما تحت اسم شركة فوجيو للإنتاج وقاما بإنشاء استوديوهاتهما في المباني المجاورة. ركز أبيكو على العمل الذي يضم المزيد من الكوميديا السوداء بينما ركز فوجيموتو على أعمال فئات الشباب. وفقاً لأبيكو، كان سبب حلَّ الشراكة يرجع إلى اكتشاف فوجيموتو أنه مصاب بسرطان الكبد وأمراض القلب في عام 1986، ورغبة كل من فوجيموتو وأبيكو في تسوية قضايا حقوق النشر والمالية قبل وفاة فوجيموتو في عام 1996.
تم بث فيلم وثائقي على شاشة بث أساهي في 19 فبراير 2006، يسرد حياة وأوقات الثنائي فيوكو فوجيو.
تم افتتاح متحف فوجيكو ف.فوجيو في كاواساكي في 3 سبتمبر 2011، والذي يضم نسخة من استديو فوجيو وعرض لأعمالهم الفنية.

## جوائز
- 1963 - جائزة شوغاكوكان مانغا لأعمال الأغنية القديمة و تيبوكورو تيكتشان.[2]
- 1981 - جائزة مدينة كاواساكي الثقافية (川崎市文化賞؟).
- 1982 - جائزة شوغاكوكان للمانغا في مانغا الأطفال.
- 1989 - جائزة الاستحقاق السينمائي الخاصة (映画特別功労賞؟).
- 1989 - جائزة اللمعان الذهبي (ゴールデングロス賞؟).
- 1997 - الجائزة الكبرى الأولى لجائزة تيزوكا أوسامو الثقافية.[3]

## الأعمال

### أعمال فوجيكو فوجيو
| العنوان الياباني                                     | العنوان المترجم                 | عام                  |
| ---------------------------------------------------- | ------------------------------- | -------------------- |
| UTOPIA Saigo no Sekai Taisen (UTOPIA 最後の世界大戦) | يوتوبيا الحرب العالمية النهائية | 1953                 |
| Obake no Q-tarō (オバケのQ太郎)                      | يذكر الشبح Q- القلقاس           | 1964-1966، 1971-1974 |

### أعمال فوجيكو ف. فوجيو
| العنوان الياباني                                                                 | العنوان المترجم                     | عام              |
| -------------------------------------------------------------------------------- | ----------------------------------- | ---------------- |
| Tebukuro Tetchan (てぶくろてっちゃん) ん                                         |                                     | 1960-1963        |
| Susume Roboketto (すすめロボケット)                                              | سوسوم روبوكيت                       | 1962-1965        |
| Pāman (パーマン)                                                                 | بامان                               | 1967-68، 1983-86 |
| 21 Emon (21エモン)                                                               | 21 إيمون: كيد القرن الحادي والعشرين | 1968             |
| Sūpā-san (スーパーさん)                                                          | سوبر-سان                            | 1968             |
| دورايمون (ドラえもん)                                                            | دورايمون                            | 1969-1996        |
| موجاكو (モジャ公)                                                                | موجاكو                              | 1969-1970        |
| Umeboshi Denka (ウメ星デンカ)                                                    |                                     | 1969             |
| Bonomu: Sokonuke-san (ボノム =底ぬけさん=)                                       |                                     | 1970             |
| Dojita Dojirō no Kōun (ドジ田ドジ郎の幸運)                                       | لاكيت دوجيتا دوجيرو                 | 1970             |
| Jijinuki (じじぬき)                                                              |                                     | 1970             |
| Dobinson Hyōryūki (ドビンソン漂流記)                                             |                                     | 1971-1972        |
| Jibun Kaigi (自分会議)                                                           | الاجتماع الذاتي                     | 1972             |
| الغابة كوروبي (ジャングル黒べえ)                                                 | غابة كوروبي                         | 1973             |
| Pajamaman (パジャママン)                                                         |                                     | 1973-1974        |
| Akage no Anko (赤毛のアン子)                                                     |                                     | 1974             |
| المخترع الصغير (キテレツ大百科)                                                  | المخترع الصغير                      | 1974-1977        |
| Mikio to MIKIO (みきおとミキオ)                                                  | ميكو وميكو                          | 1974-1975        |
| Nosutarujī (ノスタル爺)                                                          | Nostalji                            | 1974             |
| Zō-kun to Risu-chan (ぞうくんとりすちゃん) ゃん                                  | زو كون وريسو تشان                   | 1974             |
| 3 Man 3 Zen Hēbē (3万3千平米)                                                    | 33000 متر مربع                      | 1975             |
| 4 Jigen Bō P-Poko (4じげんぼうPポコ)                                             |                                     | 1975-1976        |
| Hitoribotchi no Uchū Sensō (ひとりぼっちの宇宙戦争) 戦争                         | الحرب الوحيدة في العالمين           | 1975             |
| روكي راكات (ポコニャン)                                                          | روكي راكات!                         | 1975-1978        |
| Bakeru-kun (バケルくん)                                                          |                                     | 1976             |
| Baubau Daijin (バウバウ大臣)                                                     | وزير Bowbow                         | 1976             |
| Kyaputen Bon (きゃぷてんボン)                                                    | الكابتن بون                         | 1976             |
| U-Bō (Uボー)                                                                     |                                     | 1976-1978        |
| Urutora-Sūpā-Derakkusuman (ウルトラ・スーパー・デラックスマン)                   | الترا سوبر ديلوكسمان                | 1976             |
| Uchūjin Repōto: Sampuru A to B (宇宙人レポート サンプルAとB)                     | تقرير أجنبي: نموذج A و B            | 1977             |
| Chūnen Sūpāman Saenai-shi (中年スーパーマン左江内氏) 江内氏                      | منتصف العمر سوبرمان السيد ساناي     | 1977-1978        |
| Esupā Mami ‏ (エスパー魔美)                                                       | مامي نفسية                          | 1977-1982        |
| Ano Baka wa Kōya wo Mezasu (あのバカは荒野をめざす) ざす                         |                                     | 1978             |
| T.P. Bon (T・Pぼん)                                                              | حارس الزمن بون                      | 1978             |
| Aitsu no Taimu Mashin (あいつのタイムマシン) シン                                | وقته آلة                            | 1979             |
| Mira-kuru-1 (ミラ・クル・1)                                                      | ميرا شركة كلي-1                     | 1979             |
| Aru Hi... (ある日……) Aru Hi... (ある日……) Aru Hi... (ある日……) (あ る 日 ......) | يوما ما...                          | 1982             |
| Shikaikyō (四海鏡)                                                               | نطاق العالم                         | 1982             |
| Chū-Poko (宙ポコ)                                                                |                                     | 1983             |
| Chūken Toppi (宙犬トッピ)                                                        | توبي الجرو الفضائي                  | 1984             |
| Chimpui (チンプイ)                                                               |                                     | 1985، 1987-88    |
| Mirai no Omoide (未来の想い出)                                                   | ذكريات المستقبل                     | 1991             |
| Ijin Andoro-shi (異人アンドロ氏)                                                 | الغريبة السيد أندرو                 | 1995             |

### أعمال فوجيكو أ. فوجيو
| العنوان الياباني | العنوان المترجم       | عام                   |
| --- | --------------------- | --------------------- |
| Fūta-kun (フータくん) |                       | 1964-1967             |
| نينجا هاتوري-كون (忍者ハットリくん)                                                                                        | نينجا هاتوري          | 1964-1971             |
| Surī Z Men (スリーZメン)                                                                                                   | ثلاثة رجال Z          | 1964-1965             |
| Wakatono (わかとの) |                       | 1964-1968             |
| Kaibutsu-kun (怪物くん) | كيد الوحش             | 1965-1969             |
| مندوب المبيعات الضاحك (笑ゥせぇるすまん)                                                                                   | مندوب المبيعات الضاحك | 1968-1971             |
| Biriken (ビリ犬) |                       | 1969، 1989            |
| Kurobē (黒ベエ) |                       | 1969-1970             |
| Gekiga Mō Takutō Den (劇画毛沢東伝)                                                                                        |                       | 1969                  |
| Matarō ga Kuru!! (魔太郎がくる!!) Matarō ga Kuru!! (魔太郎がくる!!) (魔 太郎 が く る !)                                   | ماتارو قادم !!        | 1972-1975             |
| Ai Nusubito (愛ぬすびと)                                                                                                   | حب اللص               | 1973                  |
| Sasurai-kun (さすらいくん)                                                                                                 |                       | 1973-1981             |
| Puro Gorufā Saru (プロゴルファー猿)                                                                                        | سارو ProGolfer        | 1974-1980             |
| Misu Dorakyura (ミス・ドラキユラ)                                                                                          | ملكة جمال دراكولا     | 1975                  |
| Manga Michi (まんが道) |                       | 1977-1982             |
| Shōnen Jidai ‏ (少年時代)                                                                                                   | أيام الطفولة          | 1978-1979             |
| Yume Tonneru (夢トンネル)                                                                                                  | نفق الحلم             | 1983-1984             |
| Urutora B ‏ (ウルトラB) | الترا ب               | 1984-1989             |
| مغامرات سنبل (パラソルヘンべえ)                                                                                            | مغامرات سنبل          | 1989-1991             |
| Hoā!! Koike-san (ホアー!! 小池さん) Hoā!! Koike-san (ホアー!! 小池さん) Hoā!! Koike-san (ホアー!! 小池さん) !! 小池 さ ん) |                       | 1998-2001             |
| PARman no Jōnetsuteki na Hibi (PARマンの情熱的な日々)                                                                      |                       | 2007 إلى الوقت الحاضر |

## روابط خارجية
- فيوكو فوجيو على موقع ميوزك برينز (الإنجليزية)
- ياهو!カ テ ゴ リ - 漫画家 藤子 不二 雄 نسخة محفوظة 27 سبتمبر 2011 على موقع واي باك مشين.
- نبذة عن فوجيكو فوجيو في دليل مانغا النهائي
- نبذة عن فوجيكو ف. فوجيو في دليل مانغا النهائي
- نبذة عن فوجيكو فوجيو في دليل مانغا النهائي
- متحف فوجيكو فوجيو نسخة محفوظة 13 يونيو 2018 على موقع واي باك مشين. في تاما وارد، كاواساكي